# Карамчакова, Татьяна Алексеевна
Татьяна Алексеевна Карамчакова (род. 1 июня 1969, Усть-Сос, Красноярский край) — российская спортсменка (вольная борьба), призёр чемпионатов России, чемпионка Европы, призёр чемпионатов мира, мастер спорта России международного класса (1993).

## Биография
Родилась 1 июля 1969 года в селе Усть-Сос Бейского района Хакасской автономной области, ныне Республика Хакасия, в многодетной семье, где росло десять детей. Её сёстры — Инга, Лидия, Наталья и брат Андрей, тоже стали известными спортсменами.
До четвёртого класса Татьяна училась в средней школе села Большой Монок. В 1986 году, окончив Хакасскую областную национальную школу, поступила в Абаканский государственный педагогический институт (ныне Хакасский государственный университет имени Н. Ф. Катанова). По окончании вуза продолжила учебу в Училище олимпийского резерва, которую завершила в 1993 году, получив специальность тренер-преподаватель.
Выступала за Школу высшего спортивного мастерства (ШВСМ, Абакан). Её тренером был брат Андрей Карамчаков.
В настоящее время живёт в Абакане и работает тренером-преподавателем КСДЮСШОР Республики Хакасия. Заслуженный работник физической культуры и спорта Республики Хакасии (2011). Среди воспитанниц Татьяны Алексеевны — член юношеской сборной России по вольной борьбе Валерия Бурнакова — является победителем V Международных спортивных игр «Дети Азии» (Якутск, 2012 год), неоднократный призёр первенства России среди девушек.

## Спортивные достижения
Шестикратная чемпионка России, чемпионка СССР, победительница и призёр международных турниров.